# Gabrielle Bertrand-Beyer
Pour les articles homonymes, voir Bertrand (patronyme) et Beyer.
Gabrielle Bertrand-Beyer (connue aussi comme Gabrielle Bertrand, Gabrielle Beyer ou Gabriele Beyer), née le 27 avril 1737 à Lunéville et morte le 11 avril 1802 à Vienne, est une peintre lorraine qui a accompli sa carrière à la cour de Vienne.

## Biographie
Gabrielle Bertrand (dont les dates de naissance et de décès sont imprécises ou erronées dans les premiers dictionnaires biographiques,,,,,) est la fille du tapissier François-Gabriel Bertrand (mort le 31 mars 1765) et d'Élisabeth-Françoise Fricque. Elle est baptisée en l'église Saint-Jacques de Lunéville avec les prénoms de Gabriel Margueritte.
C'est donc toute petite qu'elle arrive en 1738 à Vienne et à la cour des Habsbourg-Lorraine, où son père sera capitaine du château de Schönbrunn de 1747 à sa mort en 1765. Le déménagement des Bertrand de Lunéville à Vienne est probablement lié au mariage du duc François-Étienne de Lorraine avec l'archiduchesse Marie-Thérèse en 1736. En 1764, Gabrielle Bertrand devient femme de chambre des deux filles cadettes du couple impérial, Marie-Caroline et Marie-Antoinette. C'est elle qui leur donne des cours de peinture et de dessin, après s'être formée à l'Académie des Beaux-Arts de Vienne. En 1771, présentant un portrait posthume de la duchesse de Lorraine Élisabeth-Charlotte, mère de l'empereur, et le tableau Jeune fille avec fleurs, elle est reçue membre de l'Académie des Beaux-Arts, ce qui était exceptionnel pour une femme. La même année, elle épouse le réputé sculpteur, peintre et architecte paysagiste de Schönbrunn Johann Wilhelm Beyer (de), de douze ans son aîné. J.W. Beyer est membre de l'Académie des Beaux-Arts depuis 1768, et il a été promu sculpteur officiel de la cour impériale en 1770. Le portrait de J.W. Beyer par son épouse date d'environ 1775 ; il fait maintenant partie de la collection H.M. Gutmann au musée de Vienne. En 1778, le couple achète une maison à Hietzing. Après quatorze ans de mariage, sans enfants, leur divorce est prononcé en 1785.
Gabrielle Bertrand-Beyer participe aux expositions d'art de l'Académie de Vienne en 1774, 1777 et 1786. Elle séjourne aussi quelque temps à Bruxelles et à Naples, où elle laisse des portraits au pastel.
Elle décède à Vienne le 11 avril 1802 à l'âge de 64 ans.

## Œuvre
Gabrielle Bertrand-Beyer a peint des portraits, des scènes de genre de type « tableau de conversation » et des fleurs. Elle pratique essentiellement la technique du pastel, et aussi la miniature à la gouache.
Son art est influencé par François Boucher et plus encore par Jean-Étienne Liotard, très apprécié à Vienne pour ses portraits, ce qui a contribué à beaucoup d'incertitude dans l'attribution de plusieurs tableaux, du fait qu'elle ne signait pas ses œuvres. Bien qu'appréciée comme peintre, notamment par l'impératrice, et faisant les portraits de plusieurs jeunes filles ou dames de la cour, dont la comtesse Karoline von Fuchs-Mollard (de), ancienne préceptrice et amie de Marie-Thérèse, elle n'était officiellement que femme de chambre, et se devait de rester en retrait par rapport au peintre de la cour impériale Martin van Meytens. Ses contemporains considéraient qu'elle avait une production importante, ce qui signifierait que beaucoup de ses tableaux sont dispersés ou perdus. Au total, peu d'œuvres peuvent lui être attribuées avec certitude, quelques-unes d'après un catalogue d'exposition ou le témoignage d'Alphonse de Fortia de Piles qui en avait vues à Schönbrunn lors de son voyage en Allemagne en 1790-1792. Un de ses tableaux souvent cité est celui commandé par la reine des Deux-Siciles Marie-Amélie intitulé Marie-Thérèse, au moment où elle quitte le deuil pour prendre les rênes du pouvoir,,,,. En dehors de celui-ci, du portrait de son mari et de la miniature de l'Obersthofmeisterin K. von Fuchs-Mollard, quelques autres sont confirmés comme étant bien de sa main, :
- Jeune Femme au chapeau fleuri, 1767
- Jeune Fille avec fleurs, 1771
- Femme de chambre viennoise, 1777
- Portrait d'Anton Raphael Mengs, 1777
- Un jeune paysan du Tyrol et son pendant Une jeune paysanne du Tyrol, 1781
- Portrait de Caroline von Pichler, née C. von Greiner[11], 1785
- Enfants soufflant des bulles de savon, 1792.

En revanche, certains tableaux qui lui ont été attribués ne lui correspondent pas. 

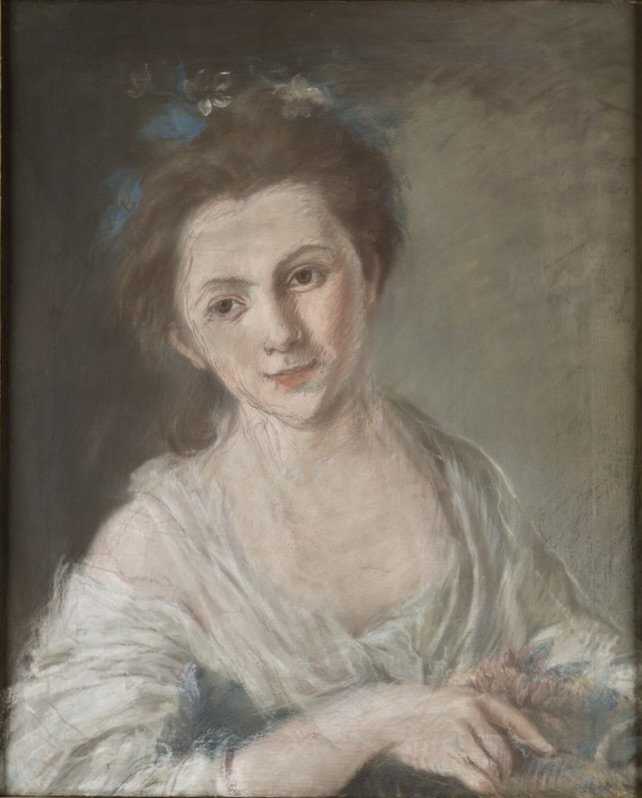
Jeune Fille avec fleurs, pour l’Académie de Vienne, 1771.
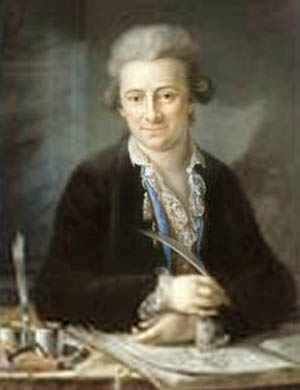
Portrait de Johann Wilhelm Beyer par Gabrielle Bertrand-Beyer, c. 1775.
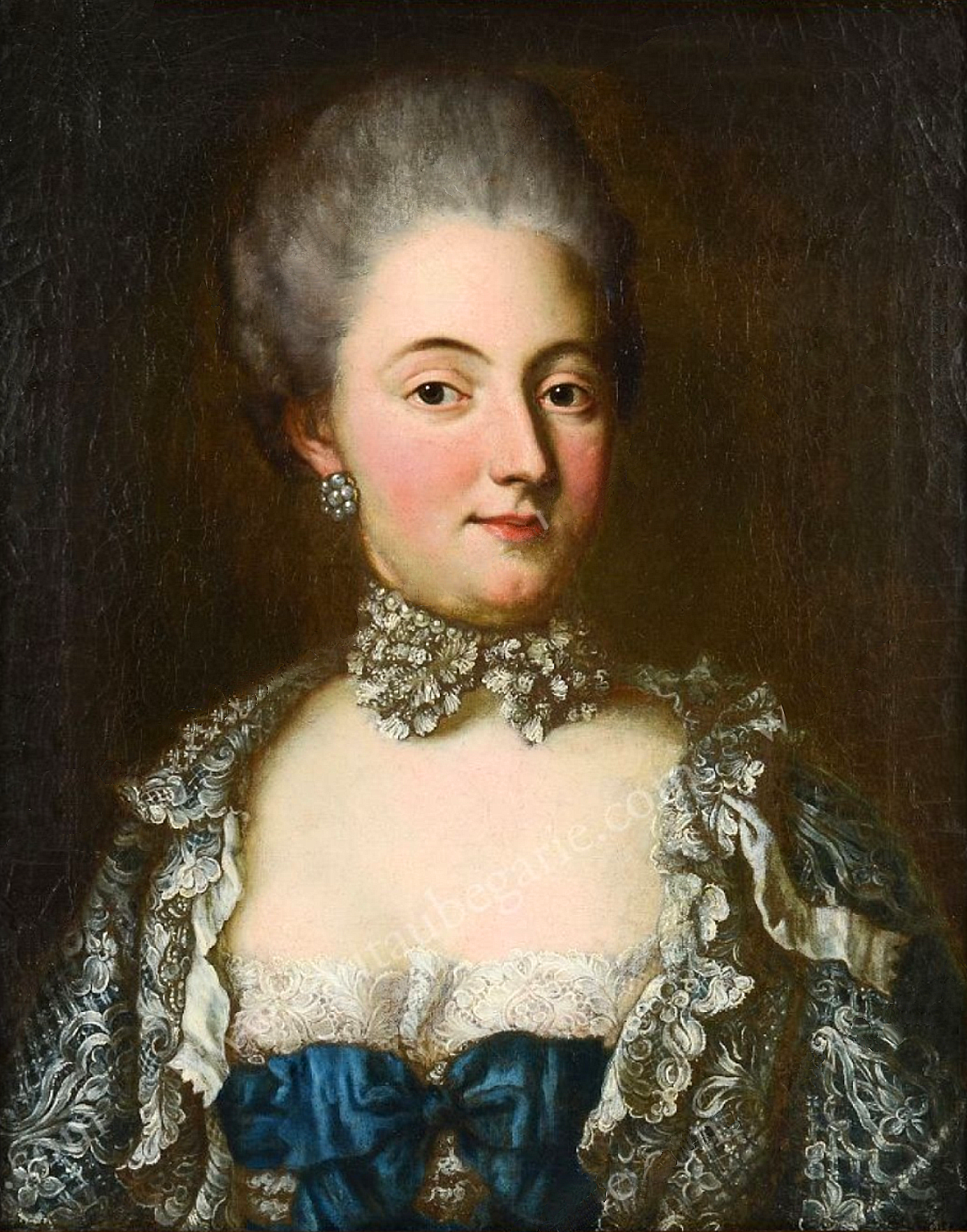
Portrait d’une archiduchesse, attribué à Gabrielle Bertrand-Beyer.